# Filip Cederqvist
Filip Cederqvist, född 23 augusti 2000 i Skara, Västergötland, är en svensk professionell ishockeyspelare.